# Llista de festes gastronòmiques de Galícia
Les festes gastronòmiques de Galícia es componnen d'una sèrie d'esdeveniments celebrats per diferents organitzacions amb la finalitat d'exaltar un determinat producte o grup de productes alimentosos. Algunes d'aquestes han estat declarades Festes d'interès turístic de Galícia o d'Interès turístic nacional.
Les festes gastronòmiques van ser fomentades amb el règim franquista després de passar les conseqüències de racionament de la Guerra Civil Espanyola i, fins i tot, es van declarar algunes d'interès turístic nacional (la festa del pebrot d'A Arnoia o la festa del pop d'O Carballiño). La Xunta de Galícia va seguir amb aquesta política i es van popularitzar festes com la festa del bullit de Lalín.

## Primer trimestre
| Data                              | Festa                                           | Producte               | Lloc                          |
| --------------------------------- | ----------------------------------------------- | ---------------------- | ----------------------------- |
| Tercer diumenge de gener          | Festa del botillo d'O Barco de Valdeorras       | Botillo                | O Barco de Valdeorras         |
| Tercer diumenge de gener          | Festa de l'escopinya de Foz                     | Escopinya              | Foz                           |
| 4 de febrer                       | Festa del xoriço de Vila de Cruces              | Xoriço                 | Vila de Cruces                |
| Diumenge anterior al carnestoltes | Festa del bullit de Lalín                       | Bullit de Lalín        | Lalín                         |
| Diumenge de carnestoltes          | Festa de l'androlla o botillo de Viana do Bolo  | Androlla o botillo     | Viana do Bolo                 |
| Diumenge de carnestoltes          | Festa del grelo d'As Pontes de García Rodríguez | Grelos                 | As Pontes de García Rodríguez |
| Diumenge de carnestoltes          | Festa de l'androlla de Navia de Suarna          | Androlla               | Navia de Suarna               |
| Febrer (variable)                 | Festa del formatge d'Antas de Ulla              | Formatge               | Antas de Ulla                 |
| Febrer (variable)                 | Festa del lacó de Cuntis                        | Lacó amb grelos        | Cuntis                        |
| Diumenge de la pinyata            | Festa de la filloa de Lestedo                   | Filloa                 | Lestedo (Boqueixón)           |
| Primer diumenge de març           | Festa del formatge d'Arzúa                      | Formatge d'Arzúa-Ulloa | Arzúa                         |
| Tercer diumenge de març           | Festa del formatge de Friol                     | Formatge               | Friol                         |
| Últim diumenge de març            | Festa del caldo de Mourente                     | Caldo gallec           | Mourente (Pontevedra)         |
| Març (variable)                   | Festa de l'orella de Sales                      | Orella de porc         | San Fins de Sales (Vedra)     |

## Segon trimestre
| Data                                     | Festa                                      | Producte                                    | Lloc                            |
| ---------------------------------------- | ------------------------------------------ | ------------------------------------------- | ------------------------------- |
| Març o maig (variable)                   | Festa de l'aiguardent de l'Ulla            | Aiguardent                                  | San Mamede de Ribadulla (Vedra) |
| Març o abril (variable)                  | Festa del vi d'Amandi                      | Vi d'Amandi                                 | Pantón i Quiroga                |
| Març o abril (variable)                  | Festa de la carn al calder de Piñeiro      | Carn al calder                              | Piñeiro (Silleda)               |
| Segon cap de setmana de març.            | Fira del vi de Chantada                    | Vi de la Denominació d'Origen Ribeira Sacra | Chantada                        |
| Primera setmana d'abril                  | Festa del formatge de San Simón da Costa   | Formatge de San Simón da Costa              | Vilalba                         |
| Segon diumenge d'abril                   | Festa del vi de l'Ulla                     | Vi                                          | San Miguel de Sarandón (Vedra)  |
| Últim dissabte d'abril                   | Festa del bolet d'Ordes                    | Bolet                                       | Ordes                           |
| De finals d'abril al començament de maig | Festa del vi d'O Ribeiro                   | Vi d'O Ribeiro                              | Ribadavia                       |
| Durant el mes d'abril (variable)         | Festa de la lampresa d'Arbo                | Lampresa                                    | Arbo                            |
| Vespra de San Lázaro                     | Festa de la lampresa de Pontecesures       | Lampresa                                    | Pontecesures                    |
| Setmana Santa                            | Fira del vi d'O Rosal                      | Vi d'O Rosal                                | O Rosal                         |
| Dissabte Sant                            | Festa de l'empanada de lampresa de Padrón  | Empanada de lampresa                        | Padrón                          |
| Diumenge de Pasqua                       | Festa de la rosquilla d'Abades             | Rosquilla                                   | Abades (Silleda)                |
| Diumenge de Pasqua                       | Festa de l'ostra d'Arcade                  | Ostra                                       | Arcade (Soutomaior)             |
| Diumenge de Pasqua                       | Festa de l'aiguardiente de Portomarín      | Aiguardent                                  | Portomarín                      |
| Diumenge de Pasqua                       | Festa del meixón de Tui                    | Meixón (cria de l'anguila)                  | Tui                             |
| 1 de maig                                | Festa de la filloa de Muimenta             | Filloa                                      | Muimenta (Cospeito)             |
| 1 de maig                                | Festa de la truita d'A Pontenova           | Truita                                      | A Pontenova                     |
| Primer diumenge de maig                  | Festa de la truita d'Oroso                 | Truita                                      | Oroso                           |
| Segon diumenge de maig                   | Festa del xoco de Redondela                | Xoco                                        | Redondela                       |
| Tercer diumenge de maig                  | Festa del salmó d'A Estrada                | Salmó                                       | A Estrada                       |
| Tercer diumenge de maig                  | Festa del melindre de Melide               | Melindre i rico                             | Melide                          |
| Últim diumenge de maig                   | Festa del gall de corral de Vila de Cruces | Gall de corral                              | Vila de Cruces                  |
| Últim diumenge de maig                   | Festa de la truita de Ponte Caldelas       | Truita                                      | Ponte Caldelas                  |
| Primer cap de setmana de juny            | Festa del vi negre d'O Salnés              | Vi negre d'O Salnés                         | Barrantes (Ribadumia)           |
| Segon cap de setmana de juny             | Festa de la cirera de Beade                | Cirera                                      | Beade (Vigo)                    |
| Segon cap de setmana de juny             | Festa del requeixo de Congostra            | Requeixo                                    | Congostra (Cerdedo-Cotobade)    |
| Últim dissabte de juny                   | Festa del roscó de rovell d'A Guarda       | Roscó de rovell                             | A Guarda                        |

## Tercer trimestre
Les celebracions solen concentrar-se entre els mesos intermedis de l'any perquè en l'hemisferi nord és estiu. De fet, les persones emigrades a Amèrica del Sud que busquen recuperar els seus costums les realitzen contra cap d'any. En l'actualitat, amb la creixent urbanització que s'està produint a la comunitat de Galícia, les festes gastronòmiques no són més que un relleu dels romiatges que porten ajuntant a les parròquies veïnes durant el transcurs dels segles. Ja en les cantigues d'amigo de l'època medieval apareixien les juntes en un subgènere específic: la cantiga de romiatge. Aquesta tradició està tan arrelada en la societat gallega que fins i tot en el procés d'aculturació actual viu una gran esplendor.
| Data                                 | Festa                                  | Producte           | Lloc                                   |
| ------------------------------------ | -------------------------------------- | ------------------ | -------------------------------------- |
| Primer dissabte de juliol            | Festa del percebe de Roncudo           | Percebe            | Corme (Ponteceso)                      |
| Primer diumenge de juliol            | Festa de la rosquilla de Gondomar      | Rosquilla          | Gondomar                               |
| Segon dissabte de juliol             | Festa del polp de Mugardos             | Polp               | Mugardos                               |
| 9 de juliol (Sant Cristovo)          | Festa de tripa de Carnés               | Tripa              | Carnés (Vimianzo)                      |
| 11 de juliol (Sant Benet)            | Festa del pa de Sopar                  | Pa de Cea          | San Cristovo de Cea                    |
| Diumenge més proper a l'11 de juliol | Festa de les tripes d'O Mosteiro       | Tripes             | O Mosteiro (Meis)                      |
| Mitjans de juliol                    | Festa del lacó de Silleda              | Lacó               | Silleda                                |
| 19 de juliol                         | Festa de la paella de Cortegada        | Paella             | Cortegada (Silleda)                    |
| 25 de juliol (Santiago Apòstol)      | Festa de la sardina de Rianxo          | Sardina            | Rianxo                                 |
| 25 de juliol (Santiago Apòstol)      | Festa del xurrasco de Covelo           | Xurrasco           | Covelo                                 |
| Últim diumenge de juliol             | Festa del carner a l'etzibo            | Carner a l'etzibo  | Moraña                                 |
| Últim diumenge de juliol             | Festa de la bica de Manzaneda          | Bica               | A Pobra de Trives                      |
| Primer divendres d'agost             | Romiatge de la truita de Laro          | Truita de patates  | Laro (Silleda)                         |
| Primer dissabte d'agost              | Festa del pebrot d'Herbón              | Pebrot de Padrón   | Herbón (Padrón)                        |
| Primer dissabte d'agost              | Fira del bonítol de Burela             | Bonítol            | Burela                                 |
| Primer diumenge d'agost              | Festa de l'albarinyo                   | Vi albarinyo       | Cambados                               |
| Primer diumenge d'agost              | Festa de la navalla de Fisterra        | Navalla            | Fisterra                               |
| Primer diumenge d'agost              | Festa del musclo de Vilanova de Arousa | Musclo             | Vilanova de Arousa                     |
| Primer cap de setmana d'agost        | Festa del pebrot d'A Arnoia            | Pebrot             | A Arnoia                               |
| Segon diumenge d'agost               | Festa del pop d'O Carballiño           | Pop                | O Carballiño                           |
| 15 d'agost                           | Festa del pernil d'A Cañiza            | Pernil             | A Cañiza                               |
| Segona quinzena d'agost              | Festa de la cloïssa d'O Carril         | Cloïssa            | O Carril (Vilagarcía de Arousa)        |
| Tercer dissabte d'agost              | Festa de la panada d'A Bandeira        | Panada             | A Bandeira (Manduas, Silleda)          |
| Tercer diumenge d'agost              | Festa de la panada d'Allariz           | Panada             | Allariz                                |
| Tercer diumenge d'agost              | Festa de l'aiguardent d'O Condado      | Aiguardent         | Serla (Arbo)                           |
| Tercer diumenge d'agost              | Festa de la cloïssa de Campelo         | Cloïssa            | Campelo (Poio)                         |
| Agost                                | Festa del sorell de Chaín              | Sorell             | Chaín (Gondomar)                       |
| Dissabte després del 16 d'agost      | Festa de la queimada de Cervo          | Queimada           | Cervo                                  |
| 18 d'agost                           | Festa de la sardina de Sada            | Sardina            | Sada                                   |
| Últim diumenge d'agost               | Festa del porc a la brasa d'Amil       | Porc a la brasa    | Amil (Moraña)                          |
| Últim diumenge d'agost               | Festa del pa de blat de moro de Cabral | Pa de blat de moro | Cabral (Vigo)                          |
| Últim diumenge d'agost               | Festa del requeixo de A Capela         | Requeixo           | A Capela                               |
| Últim diumenge d'agost               | Festa de la panada de Noia             | Panada             | Noia                                   |
| Últim diumenge d'agost               | Festa del vi d'O Condado               | Vi d'O Condado     | Salvaterra de Miño                     |
| Primer cap de setmana de setembre    | Festa del pop de Bueu                  | Pop                | Bueu                                   |
| Primer dissabte de setembre          | Festa de la filloa de Valongo          | Filloa             | Valongo (Cerdedo-Cotobade)             |
| Primer diumenge de setembre          | Festa del caragol d'A Graña de Umia    | Caragol            | A Graña de Umia (Quintillán, Forcarei) |
| Tercer diumenge de setembre          | Festa de la patata de Coristanco       | Patata             | Coristanco                             |
| Últim diumenge de setembre           | Festa de l'anguila de Valga            | Anguila            | Valga                                  |
| Finals de setembre                   | Festa del xoriço al vi de Ponte        | Xoriço al vi       | Ponte (Silleda)                        |

## Quart trimestre
Els aliments exaltats van fent-se cada vegada de digestió més pesada a mesura que va arribant l'hivern (bullit, capó, androia, xoriço…) a causa de les exigències alimentàries del clima, que exigeixen un menjar més energètic.
A més, també van apareixent en aquests mesos productes de temporada, que apareixen especialment en aquesta època (queimada, bolets, castanyes…), coincidint amb l'etapa anual de màxima producció.
| Data                                    | Festa                                           | Producte           | Lloc                                               |
| --------------------------------------- | ----------------------------------------------- | ------------------ | -------------------------------------------------- |
| Segona setmana d'octubre                | Festa del marisc d'O Grove                      | Marisc             | O Grove                                            |
| Octubre                                 | Festa de la castanya de Breixa                  | Castanya           | Breixa (Silleda)                                   |
| Diumenge anterior al 9 d'octubre        | Festa de la fava de Lourenzá                    | Fava de Lorenzana  | Lourenzá                                           |
| Segon diumenge anterior d'octubre       | Festa del caragol de Santa María de Sacos       | Caragol            | Sacos (Cerdedo-Cotobade)                           |
| Últim diumenge d'octubre                | Festa de la petxina del pelegrí de Bueu         | Petxina de pelegrí | Bueu                                               |
| Octubre o novembre                      | Festa del bolet de Soutelo de Montes            | Bolet              | Soutelo de Montes (A Madanela de Montes, Forcarei) |
| 1 de novembre                           | Festa del bolet d'As Pontes de García Rodríguez | Bolet              | As Pontes de García Rodríguez                      |
| 11 de novembre                          | Festa de la castanya rostida d'Ourense          | Castanyes rostides | Ourense                                            |
| Penúltim diumenge de novembre           | Festa de la carabassa de Cabral                 | Carabassa          | Cabral (Vigo)                                      |
| Cap de setmana prèvia a la Nit de Nadal | Fira del capó de Vilalba                        | Capó               | Vilalba                                            |